# Premio Gabo
El Premio Gabo fue instituido por la Fundación Gabo con el objetivo de promover un mejor periodismo, la búsqueda de la excelencia, la innovación, el rigor en el tratamiento de los hechos y la coherencia ética por parte de los periodistas y medios que trabajan y publican de manera regular en las lenguas española y portuguesa para el público de América, España y Portugal. Este reconocimiento reemplazó al Premio CEMEX+FNPI.
La inspiración del Premio Gabo está en los ideales que llevaron a Gabriel García Márquez a fundar, en 1994, la Fundación Gabo. Es considerado el galardón de periodismo más importante de Iberoamérica.

## Historia
La primera edición del Premio Gabo fue en 2014, pero el concurso tiene como antecedente directo el Premio CEMEX+FNPI, que entre los años 2000 y 2010 entregó galardones a lo mejor del periodismo en Iberoamérica. 
En sus siete ediciones, el Premio Gabo ha recibido 10.727 trabajos, entre los que han sido seleccionados 41 ganadores de 15 países en las categorías de concurso y excelencia, que son un referente para el periodismo de la región.
Este galardón se convoca en el marco de una alianza público-privada conformada por la Fundación Gabo, la Alcaldía de Medellín y los Grupos Bancolombia y SURA con sus filiales en América Latina.

## Categorías

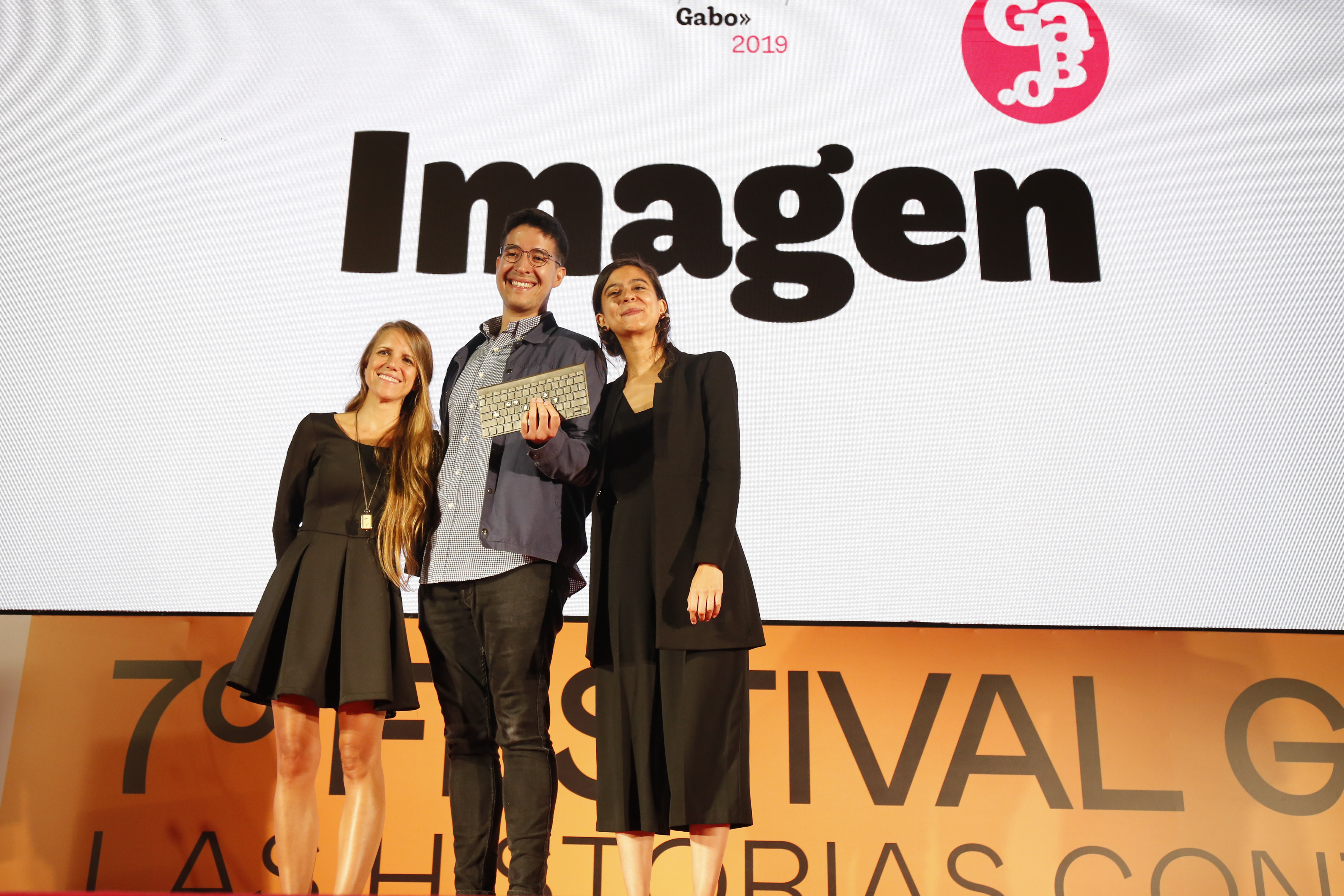
Ganadores del Premio Gabo 2019, categoría Imagen, durante la ceremonia en Medellín.

Las siguientes son las categorías en las que se entrega el Premio Gabo:
- Texto: para el autor o autores del mejor trabajo de periodismo escrito. Es una apuesta por textos con visión de autor y una celebración de la palabra escrita como una de las más bellas formas de contar una historia.
- Imagen: para el autor o autores del mejor trabajo de periodismo visual: fotografía, video, animación, visualización de datos y otros formatos.
- Cobertura: para el autor o autores del mejor conjunto de trabajos sobre temas de actualidad en cualquier soporte.
- Innovación: para el autor o autores del mejor conjunto de trabajos sobre temas de actualidad en cualquier soporte.
- Reconocimiento a la excelencia:  para un periodista o equipo periodístico de reconocida independencia, integridad y compromiso con los ideales de servicio público del periodismo, que merezca ser destacado y puesto como ejemplo por el conjunto de su trayectoria o por un aporte excepcional a la búsqueda de la verdad o el avance del periodismo. El ganador es escogido por el Consejo Rector del Premio Gabo.

## Convocatoria y premiación
Cada año, el Premio Gabo anuncia la apertura de sus inscripciones y da a conocer las reglas y bases para postular, que son determinadas por la Fundación Gabo bajo la orientación de su Consejo Rector. Los periodistas que hayan publicado trabajos en español o en portugués, entre las fechas establecidas por la institución, en cualquier formato o tipo de medio, pueden postular a una de las cuatro categorías del concurso: Texto, Imagen, Cobertura e Innovación. 
Una vez terminada la etapa de convocatoria, tres rondas de jurados conformados por periodistas internacionales de amplia trayectoria se encargan de revisar y evaluar los trabajos para escoger 10 nominados, tres finalistas y un ganador por cada categoría.
La ceremonia de premiación se realiza en el marco del Festival Gabo que se celebra anualmente en Medellín. 

## Ganadores
Estos son los ganadores por año:
| VII edición - 2019                    | VII edición - 2019                  | VII edición - 2019                                                   | VII edición - 2019                                                         | VII edición - 2019                                          | VII edición - 2019                         | VII edición - 2019 | VII edición - 2019 | VII edición - 2019 |
| Categoría                             | Ganador(es)                         | Título                                                               | Medio                                                                      | Finalistas                                                  |                                            | |                    |                    |
| ------------------------------------- | ----------------------------------- | -------------------------------------------------------------------- | -------------------------------------------------------------------------- | ----------------------------------------------------------- | ------------------------------------------ | --- | ------------------ | ------------------ |
| Texto                                 | Mónica Baró                         | La sangre nunca fue amarilla                                         | Periodismo de Barrio                                                       | - Daniel Rivera Marín                                       | - Volver para incendiar a Colombia         | - Gatopardo |                    |                    |
| Texto                                 | Mónica Baró                         | La sangre nunca fue amarilla                                         | Periodismo de Barrio                                                       | - Fabio Victor                                              | - O general do capitão                     | - Revista Piauí |                    |                    |
|                                       |                                     |                                                                      |                                                                            |                                                             |                                            | |                    |                    |
| Imagen                                | Equipo Univisión                    | America First: El legado de una redada migratoria                    | Univision Noticias Digital                                                 | - Rodrigo Abd                                               | - El drama de bucear en busca de langostas | - The Associated Press |                    |                    |
| Imagen                                | Equipo Univisión                    | America First: El legado de una redada migratoria                    | Univision Noticias Digital                                                 | - Néstor Oliveros Machado                                   | - La fiesta del fútbol                     | - Canal regional Telepacífico |                    |                    |
|                                       |                                     |                                                                      |                                                                            |                                                             |                                            | |                    |                    |
| Cobertura                             | Equipo El país de las dos mil fosas | El país de las dos mil fosas                                         | A dónde van los desaparecidos - Quinto Elemento Lab                        | - Equipo Frontera cautiva                                   | - Frontera cautiva                         | - Forbidden Stories - La Liga Contra el Silencio - Verdad Abierta - GK - La Barra Espaciadora - Plan V - OCCRP - Revista Gestión |                    |                    |
| Cobertura                             | Equipo El país de las dos mil fosas | El país de las dos mil fosas                                         | A dónde van los desaparecidos - Quinto Elemento Lab                        | - Equipo Crise do clima                                     | - Crise do clima                           | - Animal Político y Mexicanos contra la Corrupción y la Impunidad                                                                |                    |                    |
|                                       |                                     |                                                                      |                                                                            |                                                             |                                            | |                    |                    |
| Innovación                            | Equipo Mujeres en la vitrina        | Mujeres en la vitrina, migración en manos de la trata zonadivas.info | Pie de Página - Fusión - Enjambre Digital - El Pitazo - TalCual - Runrunes | - Cecília Olliveira, João Brizzi, Rodrigo Bento, Yuri Eiras | - O fim de uma facção                      | - The Intercept Brasil |                    |                    |
| Innovación                            | Equipo Mujeres en la vitrina        | Mujeres en la vitrina, migración en manos de la trata zonadivas.info | Pie de Página - Fusión - Enjambre Digital - El Pitazo - TalCual - Runrunes | - Equipo El verde palidece                                  | - El verde palidece                        | - Semana |                    |                    |
|                                       |                                     |                                                                      |                                                                            |                                                             |                                            | |                    |                    |
| Reconocimiento a la excelencia        | Jesús Abad Colorado                 | Jesús Abad Colorado                                                  | Jesús Abad Colorado                                                        | Jesús Abad Colorado                                         | Jesús Abad Colorado                        | Jesús Abad Colorado |                    |                    |
|                                       |                                     |                                                                      |                                                                            |                                                             |                                            | |                    |                    |
| Reconocimiento Clemente Manuel Zabala | Luis Enrique Rodríguez              | Luis Enrique Rodríguez                                               | Luis Enrique Rodríguez                                                     | Luis Enrique Rodríguez                                      | Luis Enrique Rodríguez                     | Luis Enrique Rodríguez |                    |                    |

| VI edición - 2018                     | VI edición - 2018 | VI edición - 2018                                                             | VI edición - 2018                    | VI edición - 2018 | VI edición - 2018                                                               | VI edición - 2018                                                 | VI edición - 2018 | VI edición - 2018 |
| Categoría                             | Ganador(es) | Título                                                                        | Medio                                | Finalistas |                                                                                 |                                                                   |                   |                   |
| ------------------------------------- | --- | ----------------------------------------------------------------------------- | ------------------------------------ | --- | ------------------------------------------------------------------------------- | ----------------------------------------------------------------- | ----------------- | ----------------- |
| Texto                                 | Joseph Zárate | Un niño manchado de petróleo                                                  | Revista 5W                           | - Carlos Martínez | - La revolución de las ovejas                                                   | - El Faro                                                         |                   |                   |
| Texto                                 | Joseph Zárate | Un niño manchado de petróleo                                                  | Revista 5W                           | - Erick Lezama, María Laura Chang, Johanna Osorio, Estefanía Reyes, Daniel Pabón, Adriana Cuicas, Zandy Aliendres, Jhoann Starchevich, Albor Rodríguez y Héctor Torres. | - Son presos políticos, nosotros también                                        | - La Vida de Nos                                                  |                   |                   |
|                                       | |                                                                               |                                      | |                                                                                 |                                                                   |                   |                   |
| Imagen                                | Leonardo Vaca, María Florencia Alcaraz                                                                                   | Memoria, verdad y justicia para las pibas [1] [2]                             | Revista Anfibia                      | - Isabella Bernal, Jaime Barbosa, Jorge Durán, Juan Camilo Maldonado | - El Naya: la ruta oculta de la cocaína [1] [2]                                 | - ¡PACIFISTA!                                                     |                   |                   |
| Imagen                                | Leonardo Vaca, María Florencia Alcaraz                                                                                   | Memoria, verdad y justicia para las pibas [1] [2]                             | Revista Anfibia                      | - Adriana Zehbrauskas | - Un albergue en Ciudad de México para mujeres que fueron trabajadoras sexuales | - The New York Times                                              |                   |                   |
|                                       | |                                                                               |                                      | |                                                                                 |                                                                   |                   |                   |
| Cobertura                             | Equipo Venezuela a la fuga                                                                                               | Venezuela a la fuga                                                           | El Tiempo (Colombia) / Efecto Cocuyo | - Univision Noticias y El Faro | - De migrantes a refugiados: el nuevo drama centroamericano                     | - Univisión Noticias y El Faro                                    |                   |                   |
| Cobertura                             | Equipo Venezuela a la fuga                                                                                               | Venezuela a la fuga                                                           | El Tiempo (Colombia) / Efecto Cocuyo | - Equipo de Estafa Maestra | - Estafa maestra Archivado el 25 de mayo de 2019 en Wayback Machine.            | - Animal Político y Mexicanos contra la Corrupción y la Impunidad |                   |                   |
|                                       | |                                                                               |                                      | |                                                                                 |                                                                   |                   |                   |
| Innovación                            | Juan Heilborn, Robert Báez, Maximiliano Manzoni, Nadia Gómez, Fernando Ferreira, Alejandro Valdez Sanabria, Jazmín Acuña | Los desterrados del Chaco Archivado el 17 de mayo de 2019 en Wayback Machine. | El Surtidor                          | - Mari Luz Peinado, Lucía González, Anabel Bueno, Nelly Natalí Sánchez, Ana Fernández                                                                                   | - 28 días: 28 historias para acabar con los tabúes sobre la regla               | - Verne (El País (España))                                        |                   |                   |
| Innovación                            | Juan Heilborn, Robert Báez, Maximiliano Manzoni, Nadia Gómez, Fernando Ferreira, Alejandro Valdez Sanabria, Jazmín Acuña | Los desterrados del Chaco Archivado el 17 de mayo de 2019 en Wayback Machine. | El Surtidor                          | - Equipo AFP | - Balas perdidas                                                                | - Agencia France-Presse (AFP)                                     |                   |                   |
|                                       | |                                                                               |                                      | |                                                                                 |                                                                   |                   |                   |
| Reconocimiento a la excelencia        | Ignacio Escolar | Ignacio Escolar                                                               | Ignacio Escolar                      | Ignacio Escolar | Ignacio Escolar                                                                 | Ignacio Escolar                                                   |                   |                   |
|                                       | |                                                                               |                                      | |                                                                                 |                                                                   |                   |                   |
| Reconocimiento Clemente Manuel Zabala | Diego Martínez Lloreda                                                                                                   | Diego Martínez Lloreda                                                        | Diego Martínez Lloreda               | Diego Martínez Lloreda | Diego Martínez Lloreda                                                          | Diego Martínez Lloreda                                            |                   |                   |

| V edición - 2017                      | V edición - 2017 | V edición - 2017                                    | V edición - 2017     | V edición - 2017 | V edición - 2017                                               | V edición - 2017        | V edición - 2017 | V edición - 2017 |
| Categoría                             | Ganador(es) | Título                                              | Medio                | Finalistas |                                                                |                         |                  |                  |
| ------------------------------------- | --- | --------------------------------------------------- | -------------------- | --- | -------------------------------------------------------------- | ----------------------- | ---------------- | ---------------- |
| Texto                                 | Jorge Carrasco | Historia de un paria                                | Revista El Estornudo | - Alberto Arce Suárez y Rodrigo Abd | - Los nuevos piratas del Caribe                                | - El Mundo AP           |                  |                  |
| Texto                                 | Jorge Carrasco | Historia de un paria                                | Revista El Estornudo | - Consuelo Dieguez | - A onda                                                       | - Piauí                 |                  |                  |
|                                       | |                                                     |                      | |                                                                |                         |                  |                  |
| Imagen                                | Periodistas de a pie: Consuelo Morales Pagaza, Prometeo Lucero, Daniela Pastrana, Ximena Nátera, Marcos Vizcarra, Iván Medina, Félix Márquez, José Ignacio de Alba, Fernando Santillán, Victoria Helena, Mónica González, Daniela Rea, Erika Lozano, Lucía Vergara, Rafael Pineda (Rapé) y Adriana Tienda | Buscadores en un país de desaparecidos              | Pie de Página        | - Caio Cavechini, Carlos Juliano Barros, Mauricio Monteiro Filho y Caue Angeli Ramos | - Entre os Homens de Bem                                       | - Cine/Canal Brasil     |                  |                  |
| Imagen                                | Periodistas de a pie: Consuelo Morales Pagaza, Prometeo Lucero, Daniela Pastrana, Ximena Nátera, Marcos Vizcarra, Iván Medina, Félix Márquez, José Ignacio de Alba, Fernando Santillán, Victoria Helena, Mónica González, Daniela Rea, Erika Lozano, Lucía Vergara, Rafael Pineda (Rapé) y Adriana Tienda | Buscadores en un país de desaparecidos              | Pie de Página        | - Javier Bauluz | - Buscando refugio para mis hijos                              | - Univisión             |                  |                  |
|                                       | |                                                     |                      | |                                                                |                         |                  |                  |
| Cobertura                             | Ossiel Villada, Ana María Saavedra, Hugo Mario Cárdenas, Germán González y Lina Uribe | El mapa de la muerte: 15 años de homicidios en Cali | El País (Colombia)   | - Martín Rodríguez Pellecer, Jody García, Gladys Olmstead, Gabriel Woltke, Carlos Sebastián, Pía Flores, Claudia Méndez Arriaza, Asier Vera, Cindy Barascout y Javier Estrada Tobar | - Cómo agentes del Estado participaron en la quema de 41 niñas | - Nómada.gt             |                  |                  |
| Cobertura                             | Ossiel Villada, Ana María Saavedra, Hugo Mario Cárdenas, Germán González y Lina Uribe | El mapa de la muerte: 15 años de homicidios en Cali | El País (Colombia)   | - Mary Triny Zea | - Dudosa filantropía desde la Asamblea                         | - La Prensa             |                  |                  |
|                                       | |                                                     |                      | |                                                                |                         |                  |                  |
| Innovación                            | Germán Andino | El hábito de la mordaza                             | El País (España)     | - La Nación Data: Florencia Coelho, Angélica Peralta Ramos, Ricardo Brom, Gabriela Bouret, Cristian Bertelegni, Pablo Loscri, Gastón de la Llana, Nicolás Rivera, Bianca Pallaro, Gabriela Miño, Florencia Fernández Blanco, Carolina Ávila, Hernán Cappiello; y voluntarios. Editor responsable: Gastón Roitberg | - Dos años de análisis de las escuchas de Nisman               | - La Nación (Argentina) |                  |                  |
| Innovación                            | Germán Andino | El hábito de la mordaza                             | El País (España)     | - María Cristina Castro Pinzón, Javier Mancera, Ruby Marcela Pérez, Cristina Castro, María Fernanda Lezaca de Paz, Fabián Cristancho, Viviana Gómez Echeverry, María Paula Castro y Lina María Álvarez Padilla | - Agua bendita                                                 | - Semana (Colombia)     |                  |                  |
|                                       | |                                                     |                      | |                                                                |                         |                  |                  |
| Reconocimiento a la excelencia        | Jorge Ramos | Jorge Ramos                                         | Jorge Ramos          | Jorge Ramos | Jorge Ramos                                                    | Jorge Ramos             |                  |                  |
|                                       | |                                                     |                      | |                                                                |                         |                  |                  |
| Reconocimiento Clemente Manuel Zabala | Fernando Ramírez | Fernando Ramírez                                    | Fernando Ramírez     | Fernando Ramírez | Fernando Ramírez                                               | Fernando Ramírez        |                  |                  |

| IV edición - 2016                     | IV edición - 2016                                                                              | IV edición - 2016                  | IV edición - 2016                           | IV edición - 2016 | IV edición - 2016                    | IV edición - 2016                                       | IV edición - 2016 | IV edición - 2016 |
| Categoría                             | Ganador(es)                                                                                    | Título                             | Medio                                       | Finalistas |                                      |                                                         |                   |                   |
| ------------------------------------- | ---------------------------------------------------------------------------------------------- | ---------------------------------- | ------------------------------------------- | --- | ------------------------------------ | ------------------------------------------------------- | ----------------- | ----------------- |
| Texto                                 | Natalia Viana                                                                                  | São Gabriel y sus demonios         | Agência Pública de Jornalismo Investigativo | - Mónica Baró Sánchez | - La mudanza                         | - Periodismo de Barrio                                  |                   |                   |
| Texto                                 | Natalia Viana                                                                                  | São Gabriel y sus demonios         | Agência Pública de Jornalismo Investigativo | - Eliezer Budasoff | - El señor de las papas              | - Etiqueta Verde                                        |                   |                   |
|                                       |                                                                                                |                                    |                                             | |                                      |                                                         |                   |                   |
| Imagen                                | Caio Cavechini, Carlos Juliano Barros, Ana Aranha, Caue Angeli, Marcelo Min, Leonardo Sakamoto | Sete pecados de uma obra amazónica | Reporter Brasil – Globo News                | - Pablo Piovano | - El costo humano de los agrotóxicos | - Trabajo independiente                                 |                   |                   |
| Imagen                                | Caio Cavechini, Carlos Juliano Barros, Ana Aranha, Caue Angeli, Marcelo Min, Leonardo Sakamoto | Sete pecados de uma obra amazónica | Reporter Brasil – Globo News                | - Santi Palacios | - Refugiados en Grecia               | - Associated Press                                      |                   |                   |
|                                       |                                                                                                |                                    |                                             | |                                      |                                                         |                   |                   |
| Cobertura                             | Juanita León                                                                                   | La justicia que sale de La Habana  | La Silla Vacía                              | - María Laura Chang y equipo de Efecto Cocuyo | - Sin tratamiento                    | - Efecto Cocuyo                                         |                   |                   |
| Cobertura                             | Juanita León                                                                                   | La justicia que sale de La Habana  | La Silla Vacía                              | - Óscar Murillo, Clavel Rangel, Germán Dam, Pableysa Ostos, Lorena Meléndez, Ronna Rísquez, César Batiz, Ramsés Siverio, Leonardo Suárez Montoya, Marcos Valverde y Liseth Boon | - Masacre de Tumeremo                | - Correo del Caroní en alianza con Runrunes y El Pitazo |                   |                   |
|                                       |                                                                                                |                                    |                                             | |                                      |                                                         |                   |                   |
| Innovación                            | Eva Belmonte, Miguel Ángel Gavilanes, David Cabo, Raúl Díaz Poblete y Antonio Villarreal       | Medicamentalia                     | Fundación Civio                             | - Rafael Pineda y Leopoldo Hernández | - Soy el número 16                   | - Pie de Página                                         |                   |                   |
| Innovación                            | Eva Belmonte, Miguel Ángel Gavilanes, David Cabo, Raúl Díaz Poblete y Antonio Villarreal       | Medicamentalia                     | Fundación Civio                             | - Milagros Salazar, Esteban Valle Riestra, Aramís Castro, Gabriela Flores, Melanie Betetta, Víctor Anaya y Melissa Chávez                                                       | - Excesos sin castigo                | - Convoca.pe                                            |                   |                   |
|                                       |                                                                                                |                                    |                                             | |                                      |                                                         |                   |                   |
| Reconocimiento a la excelencia        | Equipo de El Faro                                                                              | Equipo de El Faro                  | Equipo de El Faro                           | Equipo de El Faro | Equipo de El Faro                    | Equipo de El Faro                                       |                   |                   |
|                                       |                                                                                                |                                    |                                             | |                                      |                                                         |                   |                   |
| Reconocimiento Clemente Manuel Zabala | Jorge Cardona Alzate                                                                           | Jorge Cardona Alzate               | Jorge Cardona Alzate                        | Jorge Cardona Alzate | Jorge Cardona Alzate                 | Jorge Cardona Alzate                                    |                   |                   |

| III edición - 2015                    | III edición - 2015                                                                     | III edición - 2015                                                    | III edición - 2015              | III edición - 2015 | III edición - 2015                     | III edición - 2015           | III edición - 2015 | III edición - 2015 |
| Categoría                             | Ganador(es)                                                                            | Título                                                                | Medio                           | Finalistas |                                        |                              |                    |                    |
| ------------------------------------- | -------------------------------------------------------------------------------------- | --------------------------------------------------------------------- | ------------------------------- | --- | -------------------------------------- | ---------------------------- | ------------------ | ------------------ |
| Texto                                 | Javier Sinay                                                                           | Rápido, furioso, muerto                                               | Revista Rolling Stone Argentina | - Cristiane Segatto                                                                                                   | - O lado oculto das contas de hospital | - Revista Época              |                    |                    |
| Texto                                 | Javier Sinay                                                                           | Rápido, furioso, muerto                                               | Revista Rolling Stone Argentina | - Sabrina Duque | - Vasco Pimentel, el oidor             | - Etiqueta Negra             |                    |                    |
|                                       |                                                                                        |                                                                       |                                 | |                                        |                              |                    |                    |
| Imagen                                | Tomás Munita                                                                           | Vaqueros extremos Archivado el 5 de marzo de 2019 en Wayback Machine. | National Geographic             | - Álvaro Ybarra Zavala                                                                                                | - Donbass                              | - Diario ABC y XL Semanal    |                    |                    |
| Imagen                                | Tomás Munita                                                                           | Vaqueros extremos Archivado el 5 de marzo de 2019 en Wayback Machine. | National Geographic             | - José Palazón | - Paisajes de desolación               | - eldiario.es/El País        |                    |                    |
|                                       |                                                                                        |                                                                       |                                 | |                                        |                              |                    |                    |
| Cobertura                             | Rafael Cabrera, Daniel Lizárraga, Irving Huerta, Sebastián Barragán y Carmen Aristegui | La casa blanca de Enrique Peña Nieto (Video)                          | Aristegui Noticias              | - Pablo Ferri y Nathalie Iriarte                                                                                      | - El caso Tlatlaya                     | - Esquire Latinoamérica      |                    |                    |
| Cobertura                             | Rafael Cabrera, Daniel Lizárraga, Irving Huerta, Sebastián Barragán y Carmen Aristegui | La casa blanca de Enrique Peña Nieto (Video)                          | Aristegui Noticias              | - Rafael Soares y Luã Marinatto                                                                                       | - Minha casa, minha sina               | - Jornal Extra               |                    |                    |
|                                       |                                                                                        |                                                                       |                                 | |                                        |                              |                    |                    |
| Innovación                            | Laura Zommer y equipo de Chequeado                                                     | Chequeado                                                             | Chequeado.com                   | - Andrea Insunza, Javier Ortega y equipo del Centro de Investigación y Publicaciones de la Universidad Diego Portales | - Los casos de la Vicaría              | - Universidad Diego Portales |                    |                    |
| Innovación                            | Laura Zommer y equipo de Chequeado                                                     | Chequeado                                                             | Chequeado.com                   | - IPYS Venezuela en alianza con Armando.info y Poderopedia                                                            | - Propietarios de la censura           | - IPYS Venezuela             |                    |                    |
|                                       |                                                                                        |                                                                       |                                 | |                                        |                              |                    |                    |
| Reconocimiento a la excelencia        | Dorrit Harazim                                                                         | Dorrit Harazim                                                        | Dorrit Harazim                  | Dorrit Harazim | Dorrit Harazim                         | Dorrit Harazim               |                    |                    |
|                                       |                                                                                        |                                                                       |                                 | |                                        |                              |                    |                    |
| Reconocimiento Clemente Manuel Zabala | Mauricio Sáenz                                                                         | Mauricio Sáenz                                                        | Mauricio Sáenz                  | Mauricio Sáenz | Mauricio Sáenz                         | Mauricio Sáenz               |                    |                    |

| II edición - 2014              | II edición - 2014                             | II edición - 2014                       | II edición - 2014                      | II edición - 2014                                        | II edición - 2014                      | II edición - 2014                      | II edición - 2014 | II edición - 2014 |
| Categoría                      | Ganador(es)                                   | Título                                  | Medio                                  | Finalistas                                               |                                        |                                        |                   |                   |
| ------------------------------ | --------------------------------------------- | --------------------------------------- | -------------------------------------- | -------------------------------------------------------- | -------------------------------------- | -------------------------------------- | ----------------- | ----------------- |
| Texto                          | Eduardo Suárez                                | Exxon Valdez, una mancha de 25 años [1] | Diario El Mundo                        | - Alexandra Samper                                       | - El secuestro de la chiva             | - El Malpensante                       |                   |                   |
| Texto                          | Eduardo Suárez                                | Exxon Valdez, una mancha de 25 años [1] | Diario El Mundo                        | - Bruno Larocca                                          | - El caso del doctor Favaloro          | - Gatopardo                            |                   |                   |
|                                |                                               |                                         |                                        |                                                          |                                        |                                        |                   |                   |
| Imagen                         | Manolo Sarmiento y Lisandra Rivera            | La muerte de Jaime Roldós               | Película documental                    | - Carolina Trejo y José Tomás Correa                     | - Mehuín y la defensa del Mar [1] [2]  | - La Red                               |                   |                   |
| Imagen                         | Manolo Sarmiento y Lisandra Rivera            | La muerte de Jaime Roldós               | Película documental                    | - Eliza Capai                                            | - Severinas                            | - Agência Pública                      |                   |                   |
|                                |                                               |                                         |                                        |                                                          |                                        |                                        |                   |                   |
| Cobertura                      | César Batiz y antiguo equipo Últimas Noticias | Sucesos del 12F                         | Últimas Noticias                       | - Alejandro Sánchez                                      | - Yo, autodefensa                      | - Emeequis                             |                   |                   |
| Cobertura                      | César Batiz y antiguo equipo Últimas Noticias | Sucesos del 12F                         | Últimas Noticias                       | - Alejandra Gutiérrez Valdizán y equipo de Plaza Pública | - Juicio por genocidio                 | - Plaza Pública                        |                   |                   |
|                                |                                               |                                         |                                        |                                                          |                                        |                                        |                   |                   |
| Innovación                     | Carolina Guerrero y Daniel Alarcón            | Radio Ambulante                         | Radio Ambulante                        | - Marcelo Leite                                          | - A Batalha de Belo Monte              | - Folha de Sao Paulo                   |                   |                   |
| Innovación                     | Carolina Guerrero y Daniel Alarcón            | Radio Ambulante                         | Radio Ambulante                        | - Olga Lucía Lozano y equipo de La Silla Vacía           | - Quien es quién                       | - La Silla Vacía                       |                   |                   |
|                                |                                               |                                         |                                        |                                                          |                                        |                                        |                   |                   |
| Reconocimiento a la excelencia | Marcela Turati y Javier Darío Restrepo        | Marcela Turati y Javier Darío Restrepo  | Marcela Turati y Javier Darío Restrepo | Marcela Turati y Javier Darío Restrepo                   | Marcela Turati y Javier Darío Restrepo | Marcela Turati y Javier Darío Restrepo |                   |                   |

| I edición - 2013               | I edición - 2013                         | I edición - 2013                                    | I edición - 2013               | I edición - 2013 | I edición - 2013 | I edición - 2013               | I edición - 2013 | I edición - 2013 |
| Categoría                      | Ganador(es)                              | Título                                              | Medio                          | Finalistas | |                                |                  |                  |
| ------------------------------ | ---------------------------------------- | --------------------------------------------------- | ------------------------------ | --- | --- | ------------------------------ | ---------------- | ---------------- |
| Crónica y reportaje            | Alejandro Almazán                        | Cartas desde La Laguna                              | Gatopardo                      | - Diego Erlan | - La larga risa de todos estos años                                                                                              | - Revista Ñ                    |                  |                  |
| Crónica y reportaje            | Alejandro Almazán                        | Cartas desde La Laguna                              | Gatopardo                      | - Natália Viana | - Especial Paraguai [1], [2], [3], [4], [5], [6]                                                                                 | - Agência Pública              |                  |                  |
|                                |                                          |                                                     |                                | | |                                |                  |                  |
| Imagen periodística            | Esteban Félix                            | Azúcar amargo: la epidemia misteriosa               | Associated Press               | - Amaro Gómez-Pablos Benavides, Miguel Soffia Serrano y Paula Bravo San Martín                                                          | - Plástico: el doble filo | - Televisión Nacional de Chile |                  |                  |
| Imagen periodística            | Esteban Félix                            | Azúcar amargo: la epidemia misteriosa               | Associated Press               | - Álvaro Andrés Cardona Gómez | - Padre, Hijo y Espíritu Armado                                                                                                  | - Revista Soho                 |                  |                  |
|                                |                                          |                                                     |                                | | |                                |                  |                  |
| Cobertura noticiosa            | Lucio Castro                             | Memórias do Chumbo – O futebol nos tempos do Cóndor | ESPN                           | - Marcela Turati | - Marcha de los 10.000 ausentes/ Cobertura sobre desaparición de personas Archivado el 25 de febrero de 2021 en Wayback Machine. | - Revista Proceso              |                  |                  |
| Cobertura noticiosa            | Lucio Castro                             | Memórias do Chumbo – O futebol nos tempos do Cóndor | ESPN                           | - Carlos Julio Betancur y equipo de RCN Televisión                                                                                      | - Un sueño llamado paz | - Película documental          |                  |                  |
|                                |                                          |                                                     |                                | | |                                |                  |                  |
| Innovación                     | Olga Lucía Lozano y equipo Proyecto Rosa | Proyecto Rosa                                       | La Silla Vacía / Proyecto Rosa | - Laura Zommer | - Chequeado | - Chequeado.com                |                  |                  |
| Innovación                     | Olga Lucía Lozano y equipo Proyecto Rosa | Proyecto Rosa                                       | La Silla Vacía / Proyecto Rosa | - Óscar Martínez, Edu Ponces, Daniel Valencia Caravantes, José Luis Sanz, Carlos Martínez, Roberto Valencia, Marcela Zamora y Paul Coll | - Sala Negra | - ElFaro.net                   |                  |                  |
|                                |                                          |                                                     |                                | | |                                |                  |                  |
| Reconocimiento a la excelencia | Giannina Segnini                         | Giannina Segnini                                    | Giannina Segnini               | Giannina Segnini | Giannina Segnini | Giannina Segnini               |                  |                  |

### Ganadores del Premio Nuevo Periodismo CEMEX+FNPI
| IX edición - 2010 | IX edición - 2010 | IX edición - 2010             | IX edición - 2010 | IX edición - 2010                                | IX edición - 2010                                        | IX edición - 2010                                            | IX edición - 2010 | IX edición - 2010 |
| Categoría         | Ganador(es)       | Título                        | Medio             | Finalistas                                       |                                                          |                                                              |                   |                   |
| ----------------- | ----------------- | ----------------------------- | ----------------- | ------------------------------------------------ | -------------------------------------------------------- | ------------------------------------------------------------ | ----------------- | ----------------- |
| Texto             | Leila Guerriero   | El rastro en los huesos       | Gatopardo         | - Emiliano Ruiz Parra                            | - Morir por Pemex. Tragedia en la Sonda de Campeche      | - Reforma                                                    |                   |                   |
| Texto             | Leila Guerriero   | El rastro en los huesos       | Gatopardo         | - Martín Riepl                                   | - Los olvidados, el capítulo que faltaba                 | - Etiqueta Negra                                             |                   |                   |
| Texto             | Leila Guerriero   | El rastro en los huesos       | Gatopardo         | - Juan Andrés Valencia                           | - Historia humana de una bala                            | - Soho                                                       |                   |                   |
| Texto             | Leila Guerriero   | El rastro en los huesos       | Gatopardo         | - Jorge Alejandro Sullivan y Juan Pablo Figueroa | - Muertos de nadie                                       | - Centro de Investigación e Información Periodística (CIPER) |                   |                   |
|                   |                   |                               |                   |                                                  |                                                          |                                                              |                   |                   |
| Fotografía        | Alejandro Cossío  | México en el punto de quiebre | Semanario Zeta    | - Walter Astrada                                 | - Violencia sexual en la República Democrática del Congo | - Revista Nuestra Mirada                                     |                   |                   |
| Fotografía        | Alejandro Cossío  | México en el punto de quiebre | Semanario Zeta    | - Edu Ponces                                     | - El municipio 263 - Prisiones de El Salvador            | - Elfaro.net                                                 |                   |                   |
| Fotografía        | Alejandro Cossío  | México en el punto de quiebre | Semanario Zeta    | - Alexandre Severo                               | - À Flor da Pele                                         | - Jornal do Commercio                                        |                   |                   |
| Fotografía        | Alejandro Cossío  | México en el punto de quiebre | Semanario Zeta    | - Matías Costa                                   | - Cargo                                                  | - Etiqueta Negra                                             |                   |                   |
|                   |                   |                               |                   |                                                  |                                                          |                                                              |                   |                   |
| Homenaje          | Gustavo Gorriti   | Gustavo Gorriti               | Gustavo Gorriti   | Gustavo Gorriti                                  | Gustavo Gorriti                                          | Gustavo Gorriti                                              |                   |                   |

| VIII edición - 2009 | VIII edición - 2009                                                                           | VIII edición - 2009                           | VIII edición - 2009         | VIII edición - 2009 | VIII edición - 2009                              | VIII edición - 2009                            | VIII edición - 2009 | VIII edición - 2009 |
| Categoría           | Ganador(es)                                                                                   | Título                                        | Medio                       | Finalistas |                                                  |                                                |                     |                     |
| ------------------- | --------------------------------------------------------------------------------------------- | --------------------------------------------- | --------------------------- | --- | ------------------------------------------------ | ---------------------------------------------- | ------------------- | ------------------- |
| Internet            | María Arce y Paula Lugones                                                                    | Ruta 66, el largo camino hacia la Casa Blanca | Clarin.com                  | - Horacio Bilbao, María Farber, Nicolas Lound, Maria Seoane, Gustavo Lo Valvo, Ricardo González, Franco Torchia | - 1983 camino a la democracia                    | - Clarin.com                                   |                     |                     |
| Internet            | María Arce y Paula Lugones                                                                    | Ruta 66, el largo camino hacia la Casa Blanca | Clarin.com                  | - Juan Simo, Mara Balestrini y Lizandro Guzmán | - El juicio a Menéndez                           | - La Voz del Interior                          |                     |                     |
| Internet            | María Arce y Paula Lugones                                                                    | Ruta 66, el largo camino hacia la Casa Blanca | Clarin.com                  | - Chico Felitti, Elio Gaspari, Nancy Dutra, Matheus Gomes, Gerardo Rodríguez | - A reuniao que radicalizou a ditadura           | - Folha Online                                 |                     |                     |
| Internet            | María Arce y Paula Lugones                                                                    | Ruta 66, el largo camino hacia la Casa Blanca | Clarin.com                  | - Fernando Irigaray, Dardo Adrián Ceballos, Marcelo Coleman, Paulo Ballán, Gabriel Guillaumet | - Vibrato. Escuela orquesta del barrio Ludueña   | - Portal de la Universidad Nacional de Rosario |                     |                     |
|                     |                                                                                               |                                               |                             | |                                                  |                                                |                     |                     |
| Radio               | Marta del Vado Chicharro                                                                      | Los muros del mundo                           | Cadena SER                  | - Sandra Karina Hernández | - Paso Norte, el camino del silencio             | - Radio Educación                              |                     |                     |
| Radio               | Marta del Vado Chicharro                                                                      | Los muros del mundo                           | Cadena SER                  | - Jade Ramírez Cuevas Villanueva y Priscila Hernández Flores | - La discriminación vuela por Avianca            | - Radio Universidad de Guadalajara             |                     |                     |
| Radio               | Marta del Vado Chicharro                                                                      | Los muros del mundo                           | Cadena SER                  | - Hernán Restrepo Cardona | - Dios en las noticias                           | - RCN Radio                                    |                     |                     |
| Radio               | Marta del Vado Chicharro                                                                      | Los muros del mundo                           | Cadena SER                  | - Federico Miri, Ramiro Rojas, Lisandro Contreras, Javier Germinario y Ezequiel Pérez | - La final de la Copa Davis, una mirada local    | - FM de la Azotea 88.7 comunitaria             |                     |                     |
|                     |                                                                                               |                                               |                             | |                                                  |                                                |                     |                     |
| Televisión          | 'Daniel Coronell', Ignacio Gómez, Juan Luis Martínez Cadena, Jaime González y Carlos Cárdenas | Crimen casi perfecto                          | Noticias Uno                | - Carlos de Elía, Ricardo Ravanelli, Miriam Lewin, Sergio Elguezabal, Mario Markic, Karina Graziano, Félix Villaverde, Daniel Gordo Diaz, Carlos Christensen, Carlos Torres, Daniel Raichijk, Ricardo Zambrani, Juan Pablo Chaves, Gabriel Sapori, Martín Villaverde y Paula Bernini | - Malvinas, la guerra que nos alejó de las islas | - Canal 13, Artear                             |                     |                     |
| Televisión          | 'Daniel Coronell', Ignacio Gómez, Juan Luis Martínez Cadena, Jaime González y Carlos Cárdenas | Crimen casi perfecto                          | Noticias Uno                | - Andrés Wiesner Collazos, Guillermo Prieto y Eduardo Contreras | - Fantasmas en la ciudad de piedra               | - RCN                                          |                     |                     |
| Televisión          | 'Daniel Coronell', Ignacio Gómez, Juan Luis Martínez Cadena, Jaime González y Carlos Cárdenas | Crimen casi perfecto                          | Noticias Uno                | - Jaime Díaz Lavanchy, Pedro Chaskel y Francisca Araya | - La revolución de los pingüinos                 | - Televisión Nacional de Chile                 |                     |                     |
| Televisión          | 'Daniel Coronell', Ignacio Gómez, Juan Luis Martínez Cadena, Jaime González y Carlos Cárdenas | Crimen casi perfecto                          | Noticias Uno                | - Alexandra Borges, Julio Barulho y Miguel Freitas | - Infância traficada                             | - TVI-Televisão Independente                   |                     |                     |
|                     |                                                                                               |                                               |                             | |                                                  |                                                |                     |                     |
| Homenaje            | Miguel Ángel Granados Chapa                                                                   | Miguel Ángel Granados Chapa                   | Miguel Ángel Granados Chapa | Miguel Ángel Granados Chapa | Miguel Ángel Granados Chapa                      | Miguel Ángel Granados Chapa                    |                     |                     |

Selección oficial Internet 2008 
Selección oficial Televisión 2008 
Selección oficial Radio 2008
| VII edición - 2008 | VII edición - 2008    | VII edición - 2008                          | VII edición - 2008                                         | VII edición - 2008         | VII edición - 2008                                                            | VII edición - 2008          | VII edición - 2008 | VII edición - 2008 |
| Categoría          | Ganador(es)           | Título                                      | Medio                                                      | Finalistas                 |                                                                               |                             |                    |                    |
| ------------------ | --------------------- | ------------------------------------------- | ---------------------------------------------------------- | -------------------------- | ----------------------------------------------------------------------------- | --------------------------- | ------------------ | ------------------ |
| Texto              | Cristóbal Peña        | Viaje al fondo de la biblioteca de Pinochet | Centro de Investigación e Información Periodística (CIPER) | - Leonardo Faccio          | - El humanitario negocio de alquilar tu cuerpo para el progreso de la ciencia | - Etiqueta Negra            |                    |                    |
| Texto              | Cristóbal Peña        | Viaje al fondo de la biblioteca de Pinochet | Centro de Investigación e Información Periodística (CIPER) | - Andrés Felipe Solano     | - Seis meses con el salario mínimo                                            | - Soho                      |                    |                    |
| Texto              | Cristóbal Peña        | Viaje al fondo de la biblioteca de Pinochet | Centro de Investigación e Información Periodística (CIPER) | - Carlos Salinas Maldonado | - Los olvidados del Casita                                                    | - Diario La Prensa          |                    |                    |
| Texto              | Cristóbal Peña        | Viaje al fondo de la biblioteca de Pinochet | Centro de Investigación e Información Periodística (CIPER) | - Juan Manuel Robles       | - Cromwell, el cajero generoso                                                | - Gatopardo                 |                    |                    |
|                    |                       |                                             |                                                            |                            |                                                                               |                             |                    |                    |
| Fotografía         | María Eugenia Cerutti | Un barrio, demasiadas ausencias             | Clarín                                                     | - Alfredo Santiago Srur    | - Antiguos Mambos                                                             | - Revista Dulce Equis Negra |                    |                    |
| Fotografía         | María Eugenia Cerutti | Un barrio, demasiadas ausencias             | Clarín                                                     | - Walter Astrada           | - Feminicidio en Guatemala                                                    | - Revista Wild y Zazpika    |                    |                    |
| Fotografía         | María Eugenia Cerutti | Un barrio, demasiadas ausencias             | Clarín                                                     | - Álvaro López             | - Terrorismo en el Salvador                                                   | - Periódico Más             |                    |                    |
| Fotografía         | María Eugenia Cerutti | Un barrio, demasiadas ausencias             | Clarín                                                     | - Patricia Aridjis         | - Las horas negras                                                            | - Etiqueta Negra            |                    |                    |
|                    |                       |                                             |                                                            |                            |                                                                               |                             |                    |                    |
| Homenaje           | Iñaki Gabilondo       | Iñaki Gabilondo                             | Iñaki Gabilondo                                            | Iñaki Gabilondo            | Iñaki Gabilondo                                                               | Iñaki Gabilondo             |                    |                    |

| VI edición - 2007 | VI edición - 2007           | VI edición - 2007                                        | VI edición - 2007   | VI edición - 2007                  | VI edición - 2007                                   | VI edición - 2007                          | VI edición - 2007 | VI edición - 2007 |
| Categoría         | Ganador(es)                 | Título                                                   | Medio               | Finalistas                         |                                                     |                                            |                   |                   |
| ----------------- | --------------------------- | -------------------------------------------------------- | ------------------- | ---------------------------------- | --------------------------------------------------- | ------------------------------------------ | ----------------- | ----------------- |
| Internet          | Julliana de Melo            | Longe da casinha de boneca (Lejos de la casa de muñecas) | JC Online           | - David Wroclavsky y equipo        | - El golpe del 76                                   | - Clarin.com                               |                   |                   |
| Internet          | Julliana de Melo            | Longe da casinha de boneca (Lejos de la casa de muñecas) | JC Online           | - Sofía Lalanne y equipo           | - Azucena Villaflor, la madre de todas las madres   | - Clarin.com                               |                   |                   |
| Internet          | Julliana de Melo            | Longe da casinha de boneca (Lejos de la casa de muñecas) | JC Online           | - Gustavo Berlarmino e Inês Calado | - Educação sem fronteiras (Educación sin fronteras) | - JC Online                                |                   |                   |
| Internet          | Julliana de Melo            | Longe da casinha de boneca (Lejos de la casa de muñecas) | JC Online           | - Élber Gutiérrez                  | - La tragedia de San Onofre                         | - Semana.com                               |                   |                   |
|                   |                             |                                                          |                     |                                    |                                                     |                                            |                   |                   |
| Televisión        | Hollman Morris              | Toribío – La guerra en el Cauca                          | Canal Uno           | - Emilio Cartoy y equipo           | - Historia de dos orillas                           | - Canal 7                                  |                   |                   |
| Televisión        | Hollman Morris              | Toribío – La guerra en el Cauca                          | Canal Uno           | - Juan Mascardi y equipo           | - Gud mornin Colón                                  | - Cablevisión                              |                   |                   |
| Televisión        | Hollman Morris              | Toribío – La guerra en el Cauca                          | Canal Uno           | - María Carolina Fuentes           | - El mayor secreto de Colonia Dignidad              | - Canal 13                                 |                   |                   |
| Televisión        | Hollman Morris              | Toribío – La guerra en el Cauca                          | Canal Uno           | - Margarita Martínez               | - La Sierra                                         | - Caracol                                  |                   |                   |
|                   |                             |                                                          |                     |                                    |                                                     |                                            |                   |                   |
| Radio             | Alberto Recanatini y equipo | Made in Bajo Flores                                      | FM La Tribu         | - Joaquín Cofreces                 | - Saqueo 01                                         | - Radioactiva                              |                   |                   |
| Radio             | Alberto Recanatini y equipo | Made in Bajo Flores                                      | FM La Tribu         | - Ana María Díaz                   | - De brujas, riegos y conjuros                      | - Univalle Estéreo                         |                   |                   |
| Radio             | Alberto Recanatini y equipo | Made in Bajo Flores                                      | FM La Tribu         | - Jade Ramírez e Irma Gloria Pérez | - Educação sem fronteiras (Educación sin fronteras) | - Red Radio Universidad de Lagos de Moreno |                   |                   |
| Radio             | Alberto Recanatini y equipo | Made in Bajo Flores                                      | FM La Tribu         | - Valeria Perasso                  | - Rituales en la ruta                               | - BBC Mundo                                |                   |                   |
|                   |                             |                                                          |                     |                                    |                                                     |                                            |                   |                   |
| Homenaje          | Rogelio García Lupo         | Rogelio García Lupo                                      | Rogelio García Lupo | Rogelio García Lupo                | Rogelio García Lupo                                 | Rogelio García Lupo                        |                   |                   |

| V edición - 2006 | V edición - 2006       | V edición - 2006                              | V edición - 2006       | V edición - 2006                                                 | V edición - 2006                                                                     | V edición - 2006       | V edición - 2006 | V edición - 2006 |
| Categoría        | Ganador(es)            | Título                                        | Medio                  | Finalistas                                                       |                                                                                      |                        |                  |                  |
| ---------------- | ---------------------- | --------------------------------------------- | ---------------------- | ---------------------------------------------------------------- | ------------------------------------------------------------------------------------ | ---------------------- | ---------------- | ---------------- |
| Texto            | José Carlos Paredes    | Las mentiras de un héroe oficial              | Etiqueta Negra         | - Pablo Calvo                                                    | - Juan y la carta de amor que venció a su tristeza                                   | - Clarín               |                  |                  |
| Texto            | José Carlos Paredes    | Las mentiras de un héroe oficial              | Etiqueta Negra         | - Angelina Nunes/Alan Gripp/Carla Rocha/Dimmi Amora/Maiá Menezes | - Homens de bens da Alerj                                                            | - O Globo              |                  |                  |
| Texto            | José Carlos Paredes    | Las mentiras de un héroe oficial              | Etiqueta Negra         | - Carlos Martínez                                                | - La tormentosa fuga del juez Atilio                                                 | - Gatopardo            |                  |                  |
| Texto            | José Carlos Paredes    | Las mentiras de un héroe oficial              | Etiqueta Negra         | - Antolín Maldonado                                              | - Sueño que les cuesta la vida                                                       | - El Nuevo Día         |                  |                  |
|                  |                        |                                               |                        |                                                                  |                                                                                      |                        |                  |                  |
| Fotografía       | Diego Goldberg         | Persiguiendo un sueño - los rostros olvidados | La Nación              | - María Eugenia Cerutti                                          | - U 31 cárcel de mujeres                                                             | - Viva – Clarín        |                  |                  |
| Fotografía       | Diego Goldberg         | Persiguiendo un sueño - los rostros olvidados | La Nación              | - Rodrigo Abd                                                    | - Violencia en Guatemala: Masacres de ayer, pandillas de hoy e injusticia permanente | - El Periódico - AP    |                  |                  |
| Fotografía       | Diego Goldberg         | Persiguiendo un sueño - los rostros olvidados | La Nación              | - Víctor Ruiz                                                    | - El lado íntimo de las maras                                                        | - Las Últimas Noticias |                  |                  |
| Fotografía       | Diego Goldberg         | Persiguiendo un sueño - los rostros olvidados | La Nación              | - José Álvaro López                                              | - Los hijos de la 18                                                                 | - Vértice              |                  |                  |
|                  |                        |                                               |                        |                                                                  |                                                                                      |                        |                  |                  |
| Homenaje         | Mónica González Mujica | Mónica González Mujica                        | Mónica González Mujica | Mónica González Mujica                                           | Mónica González Mujica                                                               | Mónica González Mujica |                  |                  |

| IV edición - 2005 | IV edición - 2005  | IV edición - 2005    | IV edición - 2005                          | IV edición - 2005                                                 | IV edición - 2005                         | IV edición - 2005            | IV edición - 2005 | IV edición - 2005 |
| Categoría         | Ganador(es)        | Título               | Medio                                      | Finalistas                                                        |                                           |                              |                   |                   |
| ----------------- | ------------------ | -------------------- | ------------------------------------------ | ----------------------------------------------------------------- | ----------------------------------------- | ---------------------------- | ----------------- | ----------------- |
| Internet          | Desierto           | -                    | -                                          | - Ana María Mariani, Franco Piccato y Juan Carlos Simo            | - El Horror está enterrado en San Vicente | - La Voz del Interior        |                   |                   |
| Internet          | Desierto           | -                    | -                                          | - Horacio Bilbao y Javier Febre                                   | - El riachuelo mata en silencio           | - Clarin.com                 |                   |                   |
| Internet          | Desierto           | -                    | -                                          | - Julliana de Melo                                                | - Luta pela terra (Lucha por la tierra)   | - JC Online                  |                   |                   |
| Internet          | Desierto           | -                    | -                                          | - Mónica Godoy                                                    | - La juventud al desnudo                  | - Terra Networks             |                   |                   |
|                   |                    |                      |                                            |                                                                   |                                           |                              |                   |                   |
| Televisión        | Sonia Goldenberg   | Memorias del paraíso | Canal N y Televisión Nacional del Perú     | - Marcelo Canellas, Lucio Alves, Danielle Sarmento y Joelson Maia | - Cerrado                                 | - Rede Globo                 |                   |                   |
| Televisión        | Sonia Goldenberg   | Memorias del paraíso | Canal N y Televisión Nacional del Perú     | - Lucio de Castro                                                 | - Os passageiros da esperança             | - Rede Globo                 |                   |                   |
| Televisión        | Sonia Goldenberg   | Memorias del paraíso | Canal N y Televisión Nacional del Perú     | - Carolina Fuentes                                                | - Trata de blancas                        | - Canal 13                   |                   |                   |
| Televisión        | Sonia Goldenberg   | Memorias del paraíso | Canal N y Televisión Nacional del Perú     | - Alicia Ortega                                                   | - Viaje sin regreso                       | - CDN Multimedios del Caribe |                   |                   |
|                   |                    |                      |                                            |                                                                   |                                           |                              |                   |                   |
| Radio             | Guido Moreno       | Muerte en la basura  | Escuelas Radiofónicas Populares de Ecuador | - Filomena Salemme                                                | - Um retrato da habitação                 | - Rádio Eldorado             |                   |                   |
|                   |                    |                      |                                            |                                                                   |                                           |                              |                   |                   |
| Homenaje          | Hermenegildo Sábat | Hermenegildo Sábat   | Hermenegildo Sábat                         | Hermenegildo Sábat                                                | Hermenegildo Sábat                        | Hermenegildo Sábat           |                   |                   |

| III edición - 2004 | III edición - 2004 | III edición - 2004  | III edición - 2004          | III edición - 2004                     | III edición - 2004                              | III edición - 2004              | III edición - 2004 | III edición - 2004 |
| Categoría          | Ganador(es)        | Título              | Medio                       | Finalistas                             |                                                 |                                 |                    |                    |
| ------------------ | ------------------ | ------------------- | --------------------------- | -------------------------------------- | ----------------------------------------------- | ------------------------------- | ------------------ | ------------------ |
| Texto              | Josefina Licitra   | Pollita en fuga     | Rolling Stone               | - Ana Beatriz Magno y Erica Montenegro | - Os orfaos do Brasil (Los huérfanos de Brasil) | - Correio Braziliense           |                    |                    |
| Texto              | Josefina Licitra   | Pollita en fuga     | Rolling Stone               | - Alberto Salcedo Ramos                | - El testamento del viejo Mile                  | - Revista El Malpensante        |                    |                    |
| Texto              | Josefina Licitra   | Pollita en fuga     | Rolling Stone               | - Marcela Turati                       | - Muerte en el desierto                         | - Diario Reforma                |                    |                    |
| Texto              | Josefina Licitra   | Pollita en fuga     | Rolling Stone               | - José Adán Silva                      | - Nemagón, herencia maldita                     | - La Prensa                     |                    |                    |
|                    |                    |                     |                             |                                        |                                                 |                                 |                    |                    |
| Fotografía         | Mauricio Lima      | Esperanza sin techo | Agencia France Presse (AFP) | - Luis Eduardo Galdieri                | - Guerra de gas                                 | - Agencia Associated Press (AP) |                    |                    |
| Fotografía         | Mauricio Lima      | Esperanza sin techo | Agencia France Presse (AFP) | - Julian Alberto Lineros               | - Escuelas de guerra                            | - Revista Cromos                |                    |                    |
| Fotografía         | Mauricio Lima      | Esperanza sin techo | Agencia France Presse (AFP) | - Víctor Ruiz Caballero                | - Maras: la mano dura                           | - Agencia Associated Press (AP) |                    |                    |
| Fotografía         | Mauricio Lima      | Esperanza sin techo | Agencia France Presse (AFP) | - Juan Carlos Ramos                    | - Extradición de Cavallo                        | - La Jornada                    |                    |                    |
|                    |                    |                     |                             |                                        |                                                 |                                 |                    |                    |
| Homenaje           | Clóvis Rossi       | Clóvis Rossi        | Clóvis Rossi                | Clóvis Rossi                           | Clóvis Rossi                                    | Clóvis Rossi                    |                    |                    |

| II edición - 2003 | II edición - 2003                                                                                      | II edición - 2003                     | II edición - 2003                | II edición - 2003                                                                                             | II edición - 2003                             | II edición - 2003                | II edición - 2003 | II edición - 2003 |
| Categoría         | Ganador(es)                                                                                            | Título                                | Medio                            | Finalistas |                                               |                                  |                   |                   |
| ----------------- | --- | ------------------------------------- | -------------------------------- | --- | --------------------------------------------- | -------------------------------- | ----------------- | ----------------- |
| Internet          | Gastón Depetris, Marcelo Franco, Gerardo Young, Lucas Guanini y Alberto Amato                          | La cara oculta del fenómeno piquetero | Clarin.com                       | - Fernando Rodrigues                                                                                          | - Controle Público                            | - Folha Online y Universo Online |                   |                   |
|                   | |                                       |                                  | |                                               |                                  |                   |                   |
| Televisión        | Jorge Enrique Botero                                                                                   | Cómo voy a olvidarte                  | RCN Televisión                   | - Blanca Bulnes                                                                                               | - Los travestis de San Camilo                 | - Canal 13                       |                   |                   |
| Televisión        | Jorge Enrique Botero                                                                                   | Cómo voy a olvidarte                  | RCN Televisión                   | - Marcelo Pasqualoto Canellas, Lúcio Matildes Alves, Laura Fernández, María Aparecida Hipólito y Luis Olivera | - Fome                                        | - TV Globo                       |                   |                   |
|                   | |                                       |                                  | |                                               |                                  |                   |                   |
| Radio             | Sandra Vanesa Robles, Mario Mercuri y Gilberto Domínguez con el apoyo de la periodista Cecilia Waisman | La cruz de Juárez                     | Radio Universidad de Guadalajara | - Waldir Ochoa                                                                                                | - Medellín: crónicas de una ciudad por dentro | - Múnera Eastman Radio           |                   |                   |
| Radio             | Sandra Vanesa Robles, Mario Mercuri y Gilberto Domínguez con el apoyo de la periodista Cecilia Waisman | La cruz de Juárez                     | Radio Universidad de Guadalajara | - Maria Filomena Salemme                                                                                      | - Um retrato da fome                          | - Radio El Dorado                |                   |                   |
|                   | |                                       |                                  | |                                               |                                  |                   |                   |
| Homenaje          | José Salgar                                                                                            | José Salgar                           | José Salgar                      | José Salgar                                                                                                   | José Salgar                                   | José Salgar                      |                   |                   |

| I edición - 2002 | I edición - 2002     | I edición - 2002            | I edición - 2002                       | I edición - 2002                         | I edición - 2002                                 | I edición - 2002                  | I edición - 2002 | I edición - 2002 |
| Categoría        | Ganador(es)          | Título                      | Medio                                  | Finalistas                               |                                                  |                                   |                  |                  |
| ---------------- | -------------------- | --------------------------- | -------------------------------------- | ---------------------------------------- | ------------------------------------------------ | --------------------------------- | ---------------- | ---------------- |
| Texto            | Claudio Cerri        | Um rio à procura de um país | Revista Globo Rural                    | - Daniel Santoro                         | - El traficante de armas                         | - Gatopardo                       |                  |                  |
| Texto            | Claudio Cerri        | Um rio à procura de um país | Revista Globo Rural                    | - Equipo de Investigación de El Comercio | - Sistema de verificación de firmas bajo la lupa | - El Comercio                     |                  |                  |
|                  |                      |                             |                                        |                                          |                                                  |                                   |                  |                  |
| Fotografía       | Diego Levy           | La muerte y la vida         | Revista Dominical del diario La Nación | - José Augusto Varella Neto              | - Escola do crime                                | - Correio Braziliense             |                  |                  |
| Fotografía       | Diego Levy           | La muerte y la vida         | Revista Dominical del diario La Nación | - Marco Antonio Cruz                     | - Ciegos                                         | - Imagenlatina / www.zonezero.com |                  |                  |
|                  |                      |                             |                                        |                                          |                                                  |                                   |                  |                  |
| Homenaje         | Julio Scherer García | Julio Scherer García        | Julio Scherer García                   | Julio Scherer García                     | Julio Scherer García                             | Julio Scherer García              |                  |                  |

Semifinalistas en la categoría Texto 2002  (enlace roto disponible en Internet Archive; véase el historial, la primera versión y la última).
Semifinalistas en la categoría Fotografía 2002  (enlace roto disponible en Internet Archive; véase el historial, la primera versión y la última).